# Birg

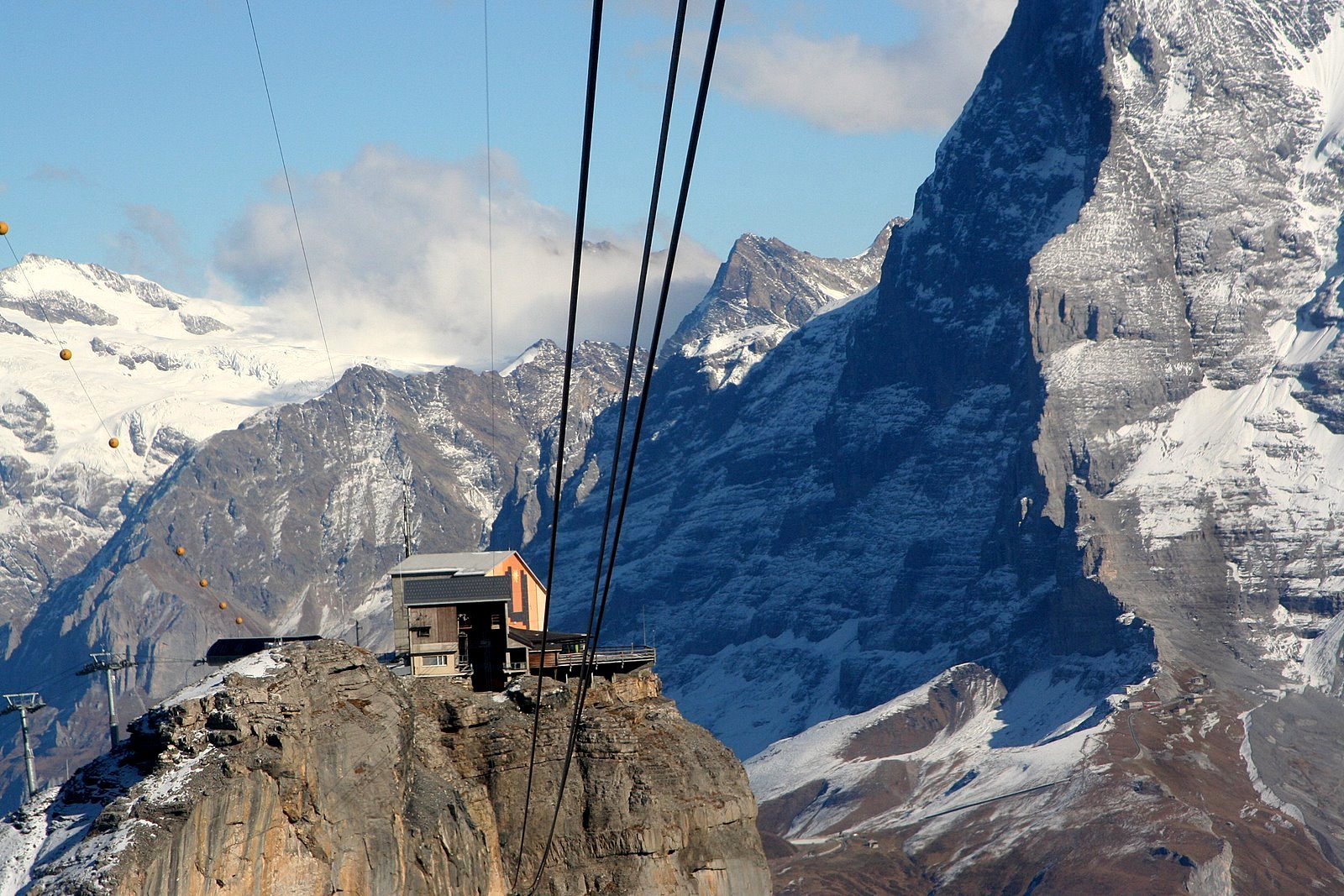
Přestupní stanice Birg z lanovky směřující na Schilthorn

Birg je skalní ostroh v Bernských Alpách ve Švýcarsku.
Na ostrohu ve výšce okolo 2700 m n. m. je umístěna přestupní stanice lanovek společnosti Schilthornbahn (dříve LSMS-lsms) mezi městečkem Mürren, která má dvě kabinky jezdící proti sobě (1 650 m n. m.) a vrcholem Schilthorn, kde je jednokabinková (2973 m n. m.).